# Raprock
Raprock är en musikstil som blandar hiphop med olika former av rock. Raprockens mest populära undergenrer inkluderar rapmetal och rapcore, vilka innehåller heavy metal- respektive hardcorepunk-orienterade influenser.

## Egenskaper
Allmusic beskriver rapmetal som "stora, smygande beat och tunga, tunga riff" som "emellanåt [...] [låter] som att riffen enbart var dubbade över scratching och beatbox-ljud", och beskrev raprock som ett mer organiskt sound, varav många låtar inom genren är rocklåtar där texten rappas, i stället för sjungs. Allmusic hävdar även att raprockens rytmer har sin grund i hiphopen, med mer funk-influenser än vanlig hårdrock.

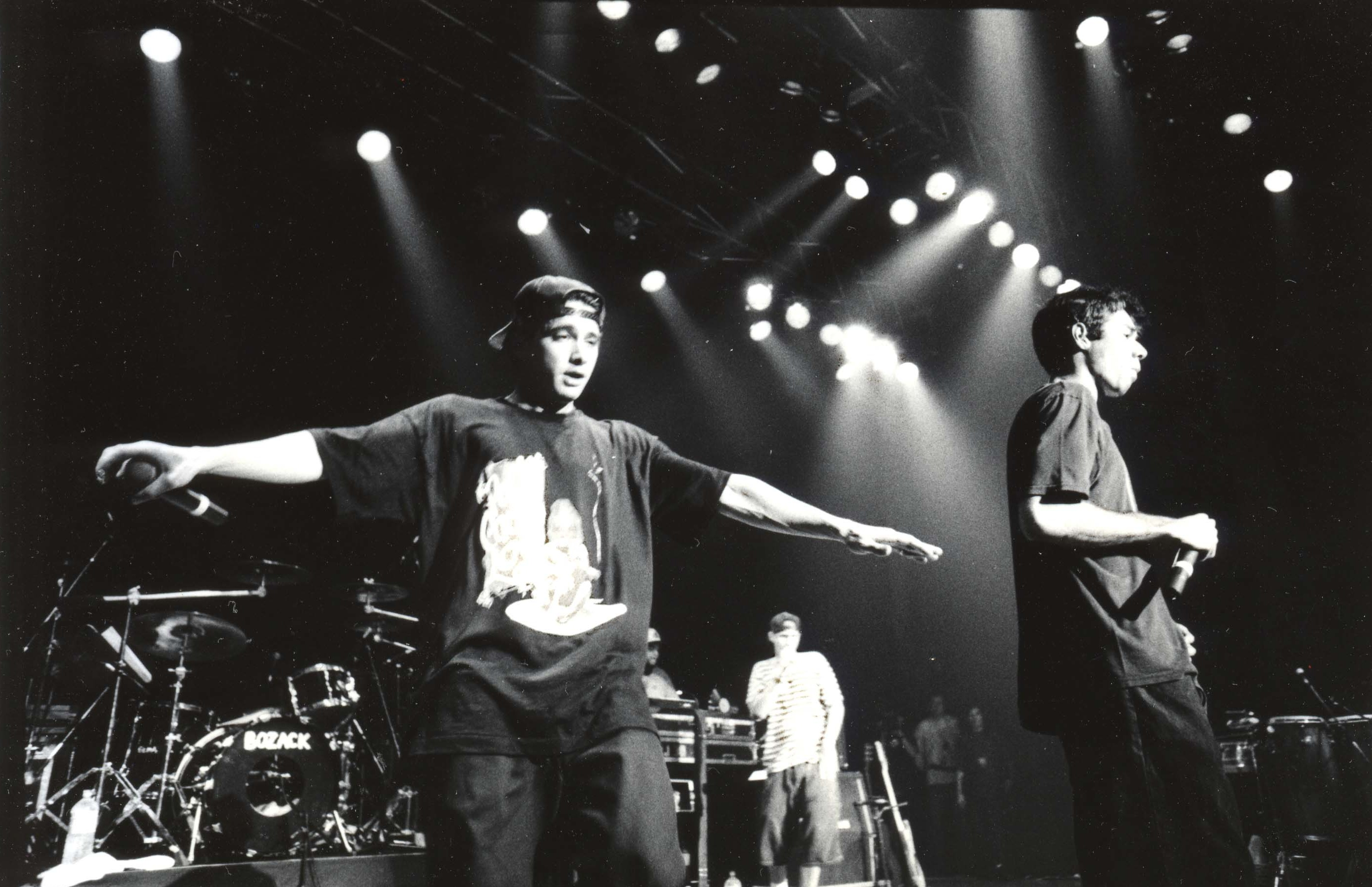
Den New York-baserade hiphopgruppen Beastie Boys anses har varit mycket inflytelserika inom raprock-genren.

Hed PE, som blandar punkrock med hiphop, använder sig ibland av reggae- och metal-influenser. Rolling Stone-skribenten Rob Kemp, anser att Incubus album från 1997, S.C.I.E.N.C.E., "länkar funkmetal till rapmetal". Det Kaliforniska bandet Kottonmouth Kings kallar sin musik för psykedelisk hiphop-punkrock." Kid Rock anammar country och southern rock-influenser, samt backas upp av ett tiomannaband, medan Everlast blandar blues och rock med hiphop, och uppträder med ett liveband som inkluderar en DJ.
Raprockens lyriska teman varierar. Enligt Allmusic, "blandade de flesta rapmetal-banden från mitten till slutet av 90-talet en ultra-aggressiv testosteronhög teatralitet med antingen underårig humor eller introspektiv ångest, som de lärt sig genom alternativ metal". I och med att genren började att bli mer etablerad började dock flera band att involvera politiska eller sociala budskap i sina texter, främst Rage Against the Machine och Senser vilket skilde dem från mindre politiskt berörda band såsom Linkin Park och Limp Bizkit.
Även om en del alternativ metal och nu-metal-band använder sig av hiphop-beat, har raprock alltid frontats av rappare. Rockband som vanligtvis inte associeras med raprock har experimenterat med hiphop-influenser, inklusive rappande. Bland sådana band återfinns Blondie, The Clash, Rush, R.E.M., Beck och Cake. Många rappare har noterats för att ha använt sig av samplingar från rocklåtar, däribland Ice-T, The Fat Boys, LL Cool J, Public Enemy, Whodini, Vanilla Ice och Esham.

## Historik
År 1996 samarbetade Run–D.M.C. med Aerosmith på en cover av de sistnämndas tidigare låtar, "Walk This Way", som utgavs 1975 för första gången. "Walk This Way"-nyinspelningens framgång bidrog till att hiphopen blev populär bland vita lyssnare, efter en tidigare experimentell låt med rapartisten LL Cool J "Rock the Bells", där han blandade konventionella raptexter över en hårdrock-baserad bakgrund. Beastie Boys, tidigare en hardcorepunk-grupp, bytte stil och började experimentera med hiphop.Deras debutalbum, Licensed to Ill, innehöll till stor del ett rockbaserat sound. År 1991 samarbetade thrash metal-bandet Pantera med den politiska hiphopgruppen Public Enemy på en version av de sistnämndas låt "Bring the Noise", i vilken Anthrax Scott Ian och Public Enemys Chuck D turas om att rappa över ett tungt elgitarr- och elbasriff.
Raprocken började ta sig in i mainstreamen under 1990-talet. Amerikanska rockband såsom 311, 24-7 Spyz, Faith No More, Living Colour och Rage Against the Machine blandade rock- och hiphop-influenser. Samtidigt formade brittiska band som Pop Will Eat Itself och Senser genren på ett liknande sätt runt om i Europa. Soundtracket till 1999 års Judgment Night utgjordes av elva samarbeten mellan rock- och rapmusiker. Det nederländska bandet Urban Dance Squad blandade funk, heavy metal, hiphop och punk. Biohazard, som samarbetade med hardcore-hiphopgruppen Onyx på Judgment Night-soundtracket, anses även vara pionjärer inom genren. Cypress Hills album Black Sunday innehöll ett rockbaserat sound och omslag vilket, enligt Allmusic-recensenten Steve Huey, liknade ett heavy metal-omslag.